# Большой удмуртский диктант
Большой удмуртский диктант (удмуртское название Бадӟым удмурт диктант) — удмуртоязычная версия «Тотального диктанта».
Впервые БУД прошёл в 2012 году по инициативе промогруппы Юмшан57 в эфире радиостанции ТРК «Моя Удмуртия». В мероприятии участвовали около 100 человек.
В 2013 году диктант прошёл в Удмуртском Государственном Университете, в Республиканской Школе-Интернате и в эфире программы «Эктоника» ТРК «Моя Удмуртия». В мероприятии участвовали около 200 человек. Текст для диктанта подготовил удмуртский писатель Вячеслав Ар-Серги.
В 2018 году в акции приняли участие 2 531 человек: 2 027 человек (в том числе 538 человек из регионов России) писали диктант на организованных площадках, радиодиктант — 504 человека.
87 человек написали диктант без единой ошибки и набрали по 100 баллов.
В России также проходят общенациональные диктанты на тувинском («Всеобщий диктант по тувинскому языку» («Тыва дыл кырында бугуденин диктантызы»), чувашском («Единый всечувашский диктант» («Пĕтĕм чăвашсен пĕрлĕхлĕ диктанчĕ»)). Акции по проверке грамотности популярны в Польше, Франции, Китае, Украине, Беларуси, США.